# بيير روي (رسام)
بيير روي (بالفرنسية: Pierre Roy)‏ هو رسام فرنسي، ولد في 10 أغسطس 1880 في نانت في فرنسا، وتوفي في 26 سبتمبر 1950 في ميلانو في إيطاليا.

## وصلات خارجية
- بيير روي على موقع الموسوعة البريطانية (الإنجليزية)